# せきしろ
せきしろ（1970年11月3日 - ）は、北海道常呂郡訓子府町生まれの男性作家、自由律俳句俳人、コラムニスト。北海道北見北斗高等学校卒業、福島大学中退。ASH&Dコーポレーション所属。

## 来歴
少年時代はラジオとテレビが好きであった。中学3年生頃からGAUZEなどハードコア・パンクバンドに夢中になり、高校時代は「傷害致死」という名前のバンドを組んでいた。THEE MICHELLE GUN ELEPHANTのクハラカズユキは同じ高校の1年先輩であり、文化祭でそれぞれバンドをしていた。渡辺真也は同級生だったという。 
21歳で福島大学教育学部に入学するが、テレビゲームに熱中しすぎた結果、朝に起きられなくなって必須の教育実習をすっぽかしてしまい、すべてを投げ出して山形県の温泉宿にて住み込みのアルバイトを始める。その後はハガキ職人時代の伝手で再上京し、構成作家を目指す。伊集院光のラジオ番組で作家見習いを経て、椎名基樹の紹介で「SPA!」の連載「バカはサイレンで泣く」を始める。
やがて、バッファロー吾郎Aやピースの又吉直樹、南海キャンディーズの山里亮太、THE GEESE、鬼ヶ島のアイアム野田、R藤本らと深い親交を持つようになり、ユーモア軍団に正式メンバーとして参加する。
2006年、初の単著『去年ルノアールで』を出版。又吉と共著で自由律俳句集『カキフライが無いなら来なかった』を出版。
2017年、劇団せきしろを旗揚げ。アイアム野田、THE GEESE尾関、や団・本間キッドなどが参加する。
2022年、ASH&Dコーポレーションに所属。

## 人物
- ハリセンボン箕輪はるかと交際していたことがあり、箕輪が肺結核で入院の際も、他の女性と遊んでいたと『女性セブン』が報道したことがある[9]。
- 志賀直哉などを愛読する。最も影響を受けたのは芥川龍之介の『トロツコ』である[10]。

- ペンネーム「せきしろ」は苗字に由来している[11]。

## 書籍

### 単著
- 去年ルノアールで（マガジンハウス、2006年）
- 不戦勝（マガジンハウス、2008年）
- 妄想道（角川書店、2009年）
- 逡巡（新潮社、2012年）
- 学校の音を聞くと懐かしくて死にたくなる（エンターブレイン、2012年）
- 海辺の週刊大衆（双葉社、2015年）
- たとえる技術（文響社、2016年）
- 1990年、何もないと思っていた私にハガキがあった（双葉社、2017年）
- バスは北を進む（幻冬舎文庫、2019年）
- 放哉の本を読まずに孤独（春陽堂書店、2022年）[12]

### 共著
- Tシャツ先生（アスペクト、1997年） 山田ゴメス共著
- バカはサイレンで泣く（扶桑社、1998年） 天久聖一、椎名基樹共著
- カキフライが無いなら来なかった（幻冬舎、2009年/文庫版、2013年） ピース・又吉直樹共著
- バカはサイレンで泣く'09（扶桑社、2009年） 天久聖一、椎名基樹共著
- ダイオウイカは知らないでしょう（マガジンハウス、2010年/文庫版・文藝春秋、2015年） 西加奈子共著
- まさかジープで来るとは（幻冬舎、2010年/文庫版、2014年） ピース・又吉直樹共著
- 煩悩短篇小説（幻冬舎、2011年） バッファロー吾郎A共著
- 偶然短歌（飛鳥新社、2016年）いなにわ共著
- 蕎麦湯が来ない（マガジンハウス、2020年） ピース・又吉直樹共著[13]

## テレビ番組
- 去年ルノアールで（2007年7月15日 - 2007年9月30日、テレビ東京）原作
- えいせい魂 とにかく金がないTV（2008年 - 、BSジャパン）構成
- 週刊真木よう子「恋泥棒ヨーコ」（2008年 - 、テレビ東京）脚本[14]
- 来たれ！辞書部（2013年 - 、テレビ東京）構成、出演
- おはようハクション大魔王（2014年3月31日 - 2015年3月27日、日本テレビ）脚本
- グッド・モーニング!!!ドロンジョ（2015年3月30日 - 2016年3月25日、日本テレビ）脚本
- 又吉・せきしろのなにもしない散歩（2022年 - 、BSよしもと）出演[15]

## ラジオ番組
- 南海キャンディーズ 山里亮太のオールナイトニッポンR（ニッポン放送）構成[16]
- 山里亮太の不毛な議論（TBSラジオ）構成[17]
- ザ・ギース尾関高文とOCHA NORMA広本瑠璃の年の差ラジオ（RCCラジオ）構成

## 連載

### 雑誌
- 季刊公募ガイド『せきしろの自由律俳句添削』

### 新聞
- 北海道新聞　朝刊『自由律俳句de勝負！』

### WEB
- Koubo『せきしろの自由律俳句』

## ゲーム
- バイトヘル2000 （2005年 - 、ソニー・コンピュータエンタテインメント）[18]

## ウェブドラマ
- スカパー！朝のTwitterドラマ（2019年2月 - 2020年3月、Twitter） - 140秒(全5話)で描く超短編ドラマシリーズ。全53作において脚本を担当。